# IBM Power Systems
IBM Power Systems — имя линейки серверов, основанной на архитектуре POWER.
Power Systems возникла после объединения серверных платформ IBM System i и System p и работает под управлением любой из ОС: IBM i (известной ранее как OS/400, а затем — i5/OS), IBM AIX или Linux. Power Systems была представлена на рынке 2 апреля 2008 года.

## История
В начале 1990-х компания IBM развивала две различных архитектуры POWER. Одна основывалась на PowerPC-AS и работала на серверах AS/400 (позднее iSeries, затем IBM System i). Другая использовала IBM POWER и PowerPC для серверов и рабочих станций RS/6000 (позднее pSeries, затем System p) под управлением AIX и Linux. Обе платформы в 2001/2002 году были переведены на один и тот же процессор POWER4. После этого аппаратное отличие двух платформ стало совершенно незначительным. Отличия были в программном обеспечении и сервисных приложениях.
С внедрением процессора POWER5 в 2004 году была синхронизована даже нумерация продуктов.
В апреле 2008 года IBM официально объединила две линейки серверов и рабочих станций под названием Power Systems с одинаковым аппаратным обеспечением и набором программного обеспечения.

## Системы
На данный момент не все системы, основанные на архитектуре Power, называются Power Systems, но являются таковыми:
- 2008/2009
  - BladeCenter JS12 Express
  - BladeCenter JS22 Express
  - BladeCenter JS23 Express
  - BladeCenter JS43 Express
  - Power 520 Express
  - Power 550 Express
  - Power 560 Express
  - Power 570
  - Power 575
  - Power 595

- 2010
  - BladeCenter PS700 Express
  - BladeCenter PS701 Express
  - BladeCenter PS702 Express
  - Power 710 Express
  - Power 720 Express
  - Power 730 Express
  - Power 740 Express
  - Power 750 Express
  - Power 755 — for High-performance computing
  - Power 770
  - Power 780
  - Power 795

- 2011
  - Power 775 — also known as PERCS

- 2012
  - Flex System p260
  - Flex System p460
  - Flex System p24L (Linux Only)

- 2014
  - Power Systems S812L
  - Power Systems S822 and S822L
  - Power Systems S814
  - Power Systems S824 and S824L
  - Power Systems E870
  - Power Systems E880

- 2015
  - Power Systems E850
  - Power Systems S812L
  - Power Systems S822LC